# St. Simon und Judas Thaddäus (Bibergau)

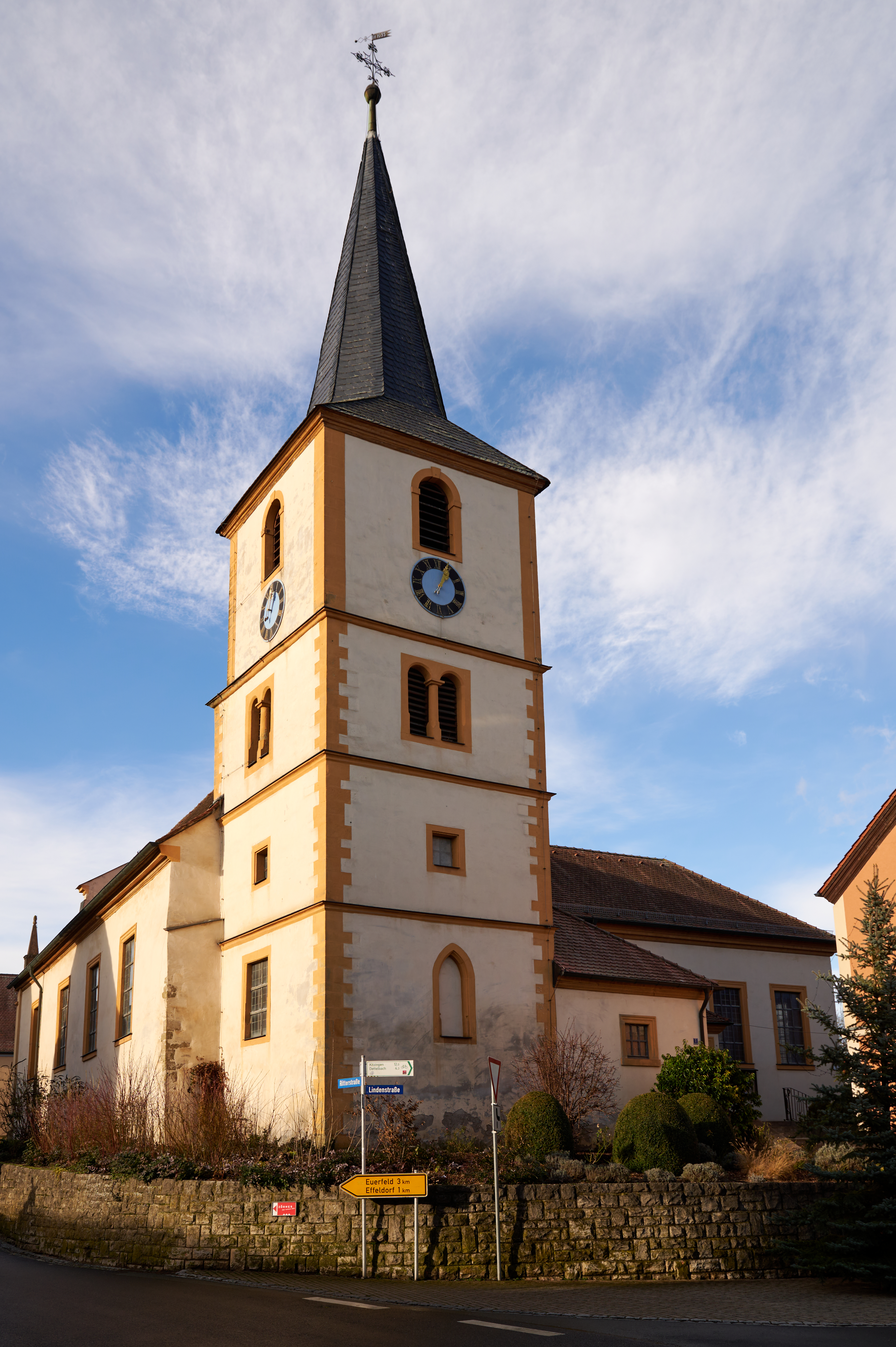
Kath. Pfarrkirche Bibergau

Die Pfarrkirche St. Simon und Judas Thaddäus ist ein Gotteshaus im Dettelbacher Ortsteil Bibergau im unterfränkischen Landkreis Kitzingen. Die Kirche steht an der Lindenstraße inmitten des Ortes und ist heute Teil des Dekanats Kitzingen.

## Geschichte
Eine christliche Gemeinde in Bibergau entstand wohl erst relativ spät. Bis ins 12. Jahrhundert wurde die Gemeinde von der Kirche in Euerfeld mitbetreut. Im 16. Jahrhundert etablierte sich in Bibergau der Protestantismus und die Bevölkerung war um 1576 fast ganz evangelisch geworden. Die Gläubigen wurden nun von der Andreaskirche in Schernau seelsorgerisch betreut. Diese Filiation erhielt sich bis zum Jahr 1629.
Inzwischen war Bibergau wiederum katholisch geworden und die Bevölkerung stärker angewachsen. Die Verantwortlichen begannen im Jahr 1630 das erste Gotteshaus im Dorf direkt neben dem Schloss zu errichten. Um 1700 wurde eine große Kirchturmuhr angebracht, die von einem Würzburger Uhrmacher für den Preis von zehn Gulden gebaut worden war. Die kirchliche Gemeinde und die Bevölkerung des Ortes hatten sich die Kosten geteilt.
Am 6. Dezember 1860 erhob König Max II. von Bayern die Kirche zu einer Kuratie und das Gotteshaus war nicht länger Tochterkirche von Euerfeld. Vorausgegangen war die sogenannte Pfarreistiftung der Katharina und des Bonaventura Schmitt aus den Jahren 1853/1854, die mit ihrem Geld die Errichtung der Kuratie ermöglicht hatten. Am 2. Februar 1861 wurde Bibergau endgültig eine eigenständige Pfarrei. Der Bischof von Würzburg durfte den Pfarrer einsetzen.
Im Jahr 1845 war die Kirche durch einen Brand beschädigt worden, die Schäden wurden 1846 ausgebessert. Im Jahr 1930 wurde die Sakristei an das Gotteshaus angebaut. Mit dem Zuzugs nach dem Zweiten Weltkrieg wuchs die Gemeinde an und man erweiterte die Kirche 1960 um fünf Meter nach Westen. In den Jahren 1979 bis 1981 nahm Walter Väth aus Würzburg eine erneute Erweiterung vor. Das Gotteshaus wurde 1985 außen und 1991 innen umfassend renoviert.

## Architektur
Die Kirche ist ein schlichter Saalbau mit einem großen Chorturm. Der Chor ist eingezogen und hat einen quadratischen Grundriss. Der Julius-Echter-Turm mit seinen vier Geschossen ist das älteste Bauelement der Kirche. Die vielen Erweiterungen des 20. Jahrhunderts prägen den Bau. Das Langhaus hat innen eine Flachdecke und drei Fensterachsen. Es entstand 1733 in seiner heutigen Form.

## Ausstattung

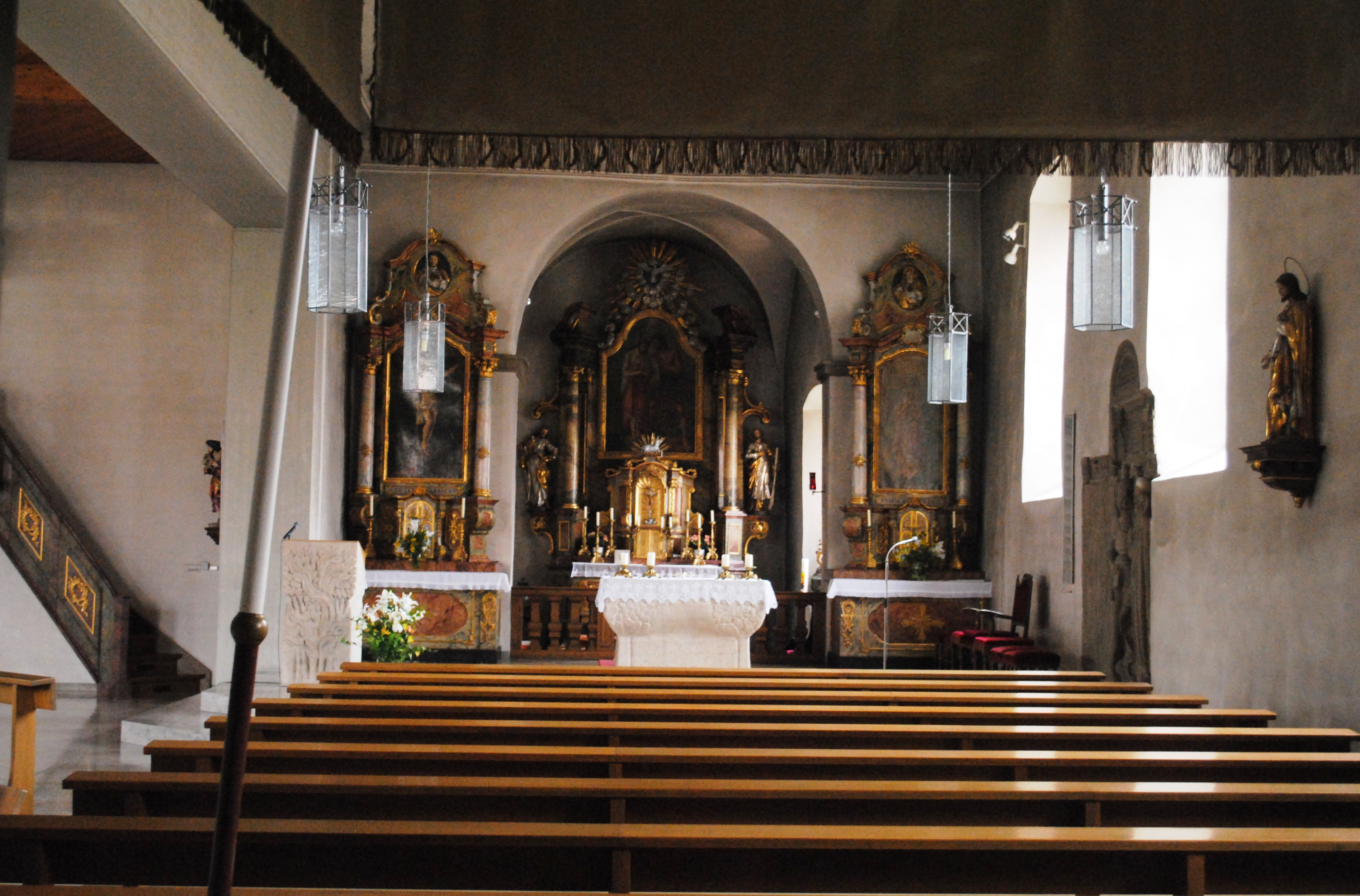
Das Kircheninnere der Simon-und-Judas-Kirche

### Altäre
Der zentrale Hochaltar im Chor besteht aus mehreren Elementen, die in unterschiedlichen Zeiten geschaffen wurden. Im Jahr 1763 schuf der Künstler Michael Becker die zwei vollplastischen Assistenzfiguren des heiligen Simon (links) und des Judas Thaddäus (rechts). Das Altarblatt wurde im Jahr 1847 ergänzt und im Jahr 1909 vom Würzburger Künstler Franz Wilhelm Driesler umfassend restauriert. Am Tabernakel wurde das Agnus Dei angebracht. Das Altarblatt zeigt die Taufe Jesu durch Johannes Baptist im Jordan.
Die Aufbauten von zwei Seitenaltären links und rechts des Chorbogens kamen im Jahr 1911 in die Kirche. Auf dem nördlichen Kreuzaltar zeigt ein Bild Jesus am Kreuz. Auf der Südseite steht der Marienaltar mit der Darstellung der Maria Immaculata. Beide Altarblätter wurden um 1831 gemalt. Auf den Auszügen der Seitenaltäre sind das Herz Jesu (nördlich) und das Herz Marias (südlich) dargestellt.

### Glocken
Das Geläut der Simon-und-Judas-Kirche besteht aus insgesamt drei Glocken. Die älteste und kleinste stammt aus dem 19. Jahrhundert und wurde wohl im Zuge der Erhebung zur Pfarrei gegossen. Zwei weitere Glocken mussten während des Zweiten Weltkrieges eingeschmolzen werden, die Gemeinde  erhielt erst 1950 Ersatz.
| Name                           | Grundton | Gussjahr | Durchmesser | Gewicht | Inschriften                |
| ------------------------------ | -------- | -------- | ----------- | ------- | -------------------------- |
| Marienglocke                   | fis      | 1950     | 109 cm      | 808 kg  | „Ave Maria 1950“           |
| Simon-und-Judas-Taddäus-Glocke | a        | 1950     | 92 cm       | 477 kg  | „St.-Simon-St. Judas 1950“ |
| ohne Namen                     | cis      | 1883     | 83 cm       | 360 kg  | ohne                       |

### Bildstockaufsatz
An der nördlichen Langhauswand hat sich ein Relief aus Buntsandstein erhalten, dass aus dem beginnenden 18. Jahrhundert stammt. Wahrscheinlich wurde das Stück als Aufsatz eines Bildstocks gestiftet und gelangte dann an die Außenwand der Kirche. Hier war es den Witterungseinflüssen ausgesetzt und verfiel. Erst 1980 wurde es ins Innere versetzt, nachdem es einer Renovierung unterzogen worden war. Das Relief wird von frühbarocken Volutenornamenten eingerahmt und schließt mit einem geschwungenen Giebel ab. Unterhalb der figürlichen Darstellung findet sich folgende Inschrift: „Anno 1716 Im Jahr Christi ist dieses Bilt Gott Dem almächtigen zu Eren auf gericht worten“.
Zentrum der Darstellung bildet der Gekreuzigte, der aber anders als auf anderen Bildstöcken nicht am Kreuz hängend gezeigt wird. Er wurde stattdessen an einem Baumstamm befestigt, von dem zwei Hauptäste abgehen. Insgesamt 16 weitere Verästelungen tragen ovale Medaillons, in die das Brustbild eines Heiligen eingefügt wurde. Es handelt sich um die Evangelisten und die Apostel, die unterhalb der Medaillons mit ihren Namen versehen wurden. Die Ecken des Bildes werden von den Evangelisten Marcus, Matthäus, Johannes und Lucas eingenommen. Als Ersatzmann für den Verräter Judas wurde Matthias in die Reihe der Apostel aufgenommen.

### Weitere Ausstattung
Älteste Teile der Ausstattung sind die beiden Epitaphe der Dorfherren von Bibergau. Das eine aus dem Jahr 1490 zeigt die verstorbene Magdalena Hasen von Gnodstadt. Aus dem 16. Jahrhundert stammt das Epitaph für Jörg von Fronhofen und seine Frau Sibilla. Jörg von Fronhofen löste im Jahr 1516 die Ritter von Bibergau als Dorfherr ab und starb im Jahr 1548. Beide Grabdenkmäler stehen auf der Südseite des Langhauses.
Im 18. Jahrhundert wurden die Figuren des Johannes Baptist und des heiligen Josef geschaffen, die an der nördlichen Langhauswand Aufstellung fanden. Die Kanzel wurde 1765 gebaut und stammt aus der Werkstatt des Dettelbacher Künstlers Michael Becker. Der Korpus enthält die Figuren der vier Evangelisten, auf dem Schalldeckel befindet sich eine plastische Taube als Symbol für den heiligen Geist. Die Rückwand des Korpus ist mit dem Jesusmonogramm IHS verziert.
14 Kreuzwegstationen aus dem Jahr 1870 durchziehen das Langhaus der Simon-und-Judas-Kirche. Aus dem 20. Jahrhundert stammen die Figuren des Laurentius und eine Madonnenstatue von Philipp Keck. 1901 kam die Herz-Jesu-Figur von den Gebrüdern Schiestl in das Gotteshaus. Die Orgel mit 15 Registern wurde 1952 von der Firma Weiss aus Zellingen geschaffen und im Jahr 1981 um ein Register erweitert.

## Pfarrer
| Name                                                                             | Amtszeit  | Anmerkungen                                                          |
| -------------------------------------------------------------------------------- | --------- | -------------------------------------------------------------------- |
| Johann Adam Braun                                                                | 1860–1890 | * 25. April 1824 in Atzhausen, † 31. August 1890 in Bibergau         |
| Johann Adam Rüger                                                                | 1890–1893 | * 3. Juni 1839 in Würzburg, † 31. Dezember 1893 in Würzburg          |
| Michael Krapf                                                                    | 1893–1897 | * 30. Mai 1832 in Aschach, † 23. März 1907 in Großlangheim           |
| Wilhelm Nikolaus Faber                                                           | 1897–1909 | * 13. Januar 1846 in Münnerstadt, † 13. Dezember 1930 in Würzburg    |
| Michael Reuther                                                                  | 1910–1926 | * 30. November 1856 in Bütthard, † 4. April 1931 in Münnerstadt      |
| Anton Ankenbrand                                                                 | 1926–1932 | * 11. Mai 1872 in Oberebersbach, † 2. Oktober 1937 in Wechterswinkel |
| Joseph Gerold                                                                    | 1932–1950 | * 27. Dezember 1872 in Miltenberg, † 1958 in Rothenfels              |
| Joseph Freppon                                                                   | 1950–1964 | * 1. Januar 1891 in Hörstein, † 27. März 1985 in Aschaffenburg       |
| Friedrich Helmschrott                                                            | 1964–1992 | * 15. April 1915 in Scheinfeld, † 3. November 1992 in Kitzingen      |
| Anton Hauck                                                                      | 1992–1999 | * 6. Juni 1933 in Dampfach                                           |
| Seither wird die Pfarrei Bibergau durch den Stadtpfarrer von Dettelbach betreut. |           |                                                                      |